# Claudia Berninzon
Claudia María Berninzon Barrón (Lima, 5 de febrero de 1976), conocida como Claudia Berninzon, es una actriz y cantante peruana. Es más conocida por haber pertenecido al grupo musical "Torbellino", y por sus roles televisivos de "Tere" Barriga en la telenovela Los Barriga y de Cristina Bravo en la serie De vuelta al barrio. 
Es sobrina de Lourdes Berninzon, y prima de Deborah Berninzon, quienes son artistas. 

## Carrera
Estudió actuación, baile, canto y expresión corporal en Circle in the square y Neighbourhood playhouse en Estados Unidos. 
En 1997, debutó en la televisión en la telenovela Torbellino y en su secuela Boulevard Torbellino, y posteriormente perteneció al grupo musical "Torbellino".
En el 2008, protagonizó la telenovela Los Barriga junto a Julián Gil. 
En el 2013, se integró al elenco principal de Al fondo hay sitio en su quinta temporada.
De 2017 a 2021, integró el elenco principal de la serie De vuelta al barrio.

## Filmografía

### Cine
| Año  | Título                       | Personaje        | Notas                                                 | Ref.  |
| ---- | ---------------------------- | ---------------- | ----------------------------------------------------- | ----- |
| 2004 | Motivos para el exilio       | Amy              | Largometraje Independiente                            |       |
| 2009 | Como quien no quiere la cosa | Señora Rumoretti | Rol Secundario                                        |       |
| 2009 | Como quien no quiere la cosa | Señora Rumoretti | Dirección: Álvaro Velarde                             |       |
| 2014 | Ella y el                    | Sandra           | Rol Principal                                         |       |
| 2014 | Ella y el                    | Sandra           | Dirección: Frank Perez-Garland                        |       |
| 2015 | El beneficio de la duda      | Andrea           | Rol Principal                                         |       |
| 2016 | Locos de Amor                | Secretaria Dalia | Rol Antagónico Principal Reformado                    |       |
| 2016 | Locos de Amor                | Secretaria Dalia | Dirección: Frank Perez-Garland y Tondero Producciones |       |
| 2021 | La Cosa                      |                  | Rol Principal                                         | [ 1 ] |

### Televisión

#### Series y telenovelas
| Año       | Título                                | Personaje                                       | Notas                                         | Ref.        |
| --------- | ------------------------------------- | ----------------------------------------------- | --------------------------------------------- | ----------- |
| 1997      | Torbellino                            | Karen Mollinari                                 | Rol Secundario                                |             |
| 1997–1998 | Boulevard Torbellino                  | Karen Mollinari                                 | Rol Secundario                                |             |
| 2000      | Girasoles para Lucía                  |                                                 | Rol de Invitada Especial                      |             |
| 2003      | La mujer de Lorenzo                   |                                                 | Rol de Invitada Especial                      |             |
| 2003      | Habla barrio                          |                                                 |                                               |             |
| 2004      | Besos robados                         | Rosario "Charito"                               | Rol Secundario                                |             |
| 2004–2005 | Tormenta de pasiones                  | Julia                                           | Rol Recurrente                                |             |
| 2005      | Viento y Arena                        |                                                 |                                               |             |
| 2006      | Camote y Paquete: Camino a casa       | Sor                                             |                                               |             |
| 2006–2007 | Camote y Paquete: Aventura de Navidad | Sor                                             |                                               |             |
| 2007      | Al diablo con los guapos              |                                                 | Rol Recurrente                                |             |
| 2008      | Las tontas no van al cielo            | Victoria                                        | Rol Recurrente                                |             |
| 2008      | La rosa de Guadalupe                  |                                                 | Rol Secundario (1 Episodio)                   |             |
| 2008      | Los simuladores                       | Amalia Garibaldi                                | Rol Secundario                                |             |
| 2008      | Los simuladores                       | Amalia Garibaldi                                | (Temporada 1, Episodio 8: El Pacto Copérnico) |             |
| 2009      | Los Barriga                           | Teresa "Tere" Barriga                           | Rol Protagónico                               |             |
| 2009      | Clave uno: Médicos en alerta          | Paciente                                        | Rol de Invitada Especial                      |             |
| 2011      | La Perricholi                         | Dolores / "La Plañidera"                        | Rol Recurrente                                |             |
| 2011–2012 | Corazón de fuego                      | Sandra Vásquez Montenegro                       | Rol Secundario                                |             |
| 2013      | Guerreros de arena                    | Jimena Rapuzzi                                  | Rol Protagónico                               |             |
| 2013      | Al fondo hay sitio                    | Enriqueta Gibbs / "Queta"                       | Rol Principal                                 |             |
| 2022      | Al fondo hay sitio                    | Enriqueta Gibbs / "Queta"                       | Foto en spot televisivo                       |             |
| 2017–2021 | De vuelta al barrio                   | Cristina Ethelvina Bravo Torrejón / de Sandoval | Rol Principal                                 |             |
| 2018      | ¿O Besas o no Besas?                  |                                                 | Rol Protagónico                               | [ 2 ] [ 3 ] |

#### Programas
| Año  | Título                                     | Rol        | Notas                                                                                          | Ref. |
| ---- | ------------------------------------------ | ---------- | ---------------------------------------------------------------------------------------------- | ---- |
| 2009 | El show de los sueños: Sangre de mi sangre | Ella misma | Concursante (11° Puesto, Tercera Eliminada)                                                    |      |
| 2013 | El gran show                               | Ella misma | Invitada Especial (Secuencia: El desafío) (Con Marco Zunino y el elenco de Al fondo hay sitio) |      |
| 2014 | Lorena y Nicolasa                          | Ella misma | Invitada Especial                                                                              |      |
| 2016 | Triunfo mágico                             | Ella misma | Invitada Especial                                                                              |      |
| 2016 | Los Premios Luces 2016 (Edición Especial)  | Ella misma | Invitada Especial                                                                              |      |
| 2018 | Cinescape                                  | Ella misma | Invitada Especial                                                                              |      |
| 2019 | Cinescape                                  | Ella misma | Invitada Especial                                                                              |      |

## Teatro
| Año       | Título                          | Personaje                   | Notas                                          | Ref.  |
| --------- | ------------------------------- | --------------------------- | ---------------------------------------------- | ----- |
| 1999–2000 | Un príncipe para tres princesas | "La Madrastra"              | Dirección: Diego La Hoz                        |       |
| 2003      | Las vacaciones de Betty         |                             | Dirección: David Carrillo                      |       |
| 2004      | Bebe a bordo                    |                             | Dirección: David Carrillo                      |       |
| 2004      | TV Terapia                      |                             | Dirección: Diego La Hoz y Producciones Tondero |       |
| 2007      | Libranos de todo Mouse          |                             | Dirección: Diego La Hoz                        |       |
| 2011      | Demonios en la piel             | Laura Betti                 |                                                | [ 4 ] |
| 2013      | El Proyecto Laramie             |                             | Rol Principal                                  |       |
| 2013      | La novia rebelde                |                             | Dirección: Jean Pierre Gamarra                 |       |
| 2014      | Todos eran mis hijos            |                             | Dirección: Carlos Tolentino                    |       |
| 2014      | Antes de las 12                 |                             | Dirección: Óscar Beltrán                       |       |
| 2014      | Una mamá de película            |                             | Rol Protagónico                                | [ 5 ] |
| 2014      | Una mamá de película            | Dirección: Marcelo Oxenford |                                                | [ 5 ] |
| 2015      | Cuento atrás                    |                             | Microteatro                                    |       |
| 2015      | Cuento atrás                    | Dirección: David Ordinas    |                                                |       |
| 2015      | Anomia                          |                             | Dirección: Daniel Neuman                       |       |
| 2016      | La casa limpia                  |                             | Rol Principal                                  |       |
|           | La Cosa                         |                             | Rol Principal                                  | [ 6 ] |
| 2022      | Tarascones                      | Estela                      | Rol Protagónico                                | [ 7 ] |

## Discografía

### Agrupaciones musicales
| Año  | Título     | Rol       | Notas                                                 | Ref. |
| ---- | ---------- | --------- | ----------------------------------------------------- | ---- |
| 1998 | Torbellino | Vocalista | Sustituyó a Bárbara Cayo Sanguinetti cuando dio a luz |      |
| 1999 | Torbellino | Vocalista | Reemplazó temporalmente a Daniela Sarfati             |      |

### Temas musicales
- Piel de ángel (A escondidas) (Nueva versión) (2016) (Tema para Locos de amor).
- A esa (Nueva versión) (2016) (Tema para Locos de amor).
- Locos de amor (Nueva versión) (2016) (Tema para Locos de amor).

### Giras musicales
- Medley (1998–1999).

## Eventos
- Kontenedores (2014).
- Día mundial de teatro (2019).

## Premios y nominaciones
| Año  | Premio                       | Categoría                         | Trabajo        | Resultado | Ref.  |
| ---- | ---------------------------- | --------------------------------- | -------------- | --------- | ----- |
| 2016 | Premios Luces de El Comercio | Mejor Actriz de Reparto de Teatro | La casa limpia | Ganadora  | [ 8 ] |